# Асадабад (Хомейн)
Асадабад (перс. اسداباد) — село в Ірані, у дегестані Ґолегзан, у Центральному бахші, шагрестані Хомейн остану Марказі. За даними перепису 2006 року, його населення становило 174 особи, що проживали у складі 57 сімей.

## Клімат
Середня річна температура становить 13,05 °C, середня максимальна – 31,61 °C, а середня мінімальна – -8,48 °C. Середня річна кількість опадів – 203 мм.
| Клімат поселення                              | Клімат поселення | Клімат поселення | Клімат поселення | Клімат поселення | Клімат поселення | Клімат поселення | Клімат поселення | Клімат поселення | Клімат поселення | Клімат поселення | Клімат поселення | Клімат поселення | Клімат поселення |
| Показник                                      | Січ.             | Лют.             | Бер.             | Квіт.            | Трав.            | Черв.            | Лип.             | Серп.            | Вер.             | Жовт.            | Лист.            | Груд.            |                  |
| Середній максимум, °C                         | 10,41            | 11,60            | 16,84            | 20,85            | 24,14            | 30,78            | 31,61            | 31,04            | 27,51            | 21,79            | 15,79            | 9,50             |                  |
| Середня температура, °C                       | 0,96             | 2,16             | 7,39             | 11,40            | 14,68            | 21,32            | 25,18            | 24,61            | 21,08            | 15,34            | 9,36             | 3,07             |                  |
| Середній мінімум, °C                          | −8,48            | −7,3             | −2,06            | 1,95             | 5,22             | 11,88            | 18,75            | 18,18            | 14,65            | 8,92             | 2,92             | −3,36            |                  |
| Норма опадів, мм                              | 35               | 33               | 36               | 24               | 14               | 2                | 2                | 1                | 1                | 7                | 20               | 28               |                  |
| Середньомісячна швидкість вітру, м/с          | 1.33             | 2.05             | 2.58             | 2.87             | 2.70             | 2.53             | 2.52             | 2.32             | 2.20             | 2.22             | 1.97             | 1.36             |                  |
| Середньомісячна сонячна радіація, кДж/м²·день | 9880             | 13149            | 15589            | 18834            | 22760            | 26761            | 25738            | 24397            | 21477            | 16099            | 11433            | 9439             |                  |
| --------------------------------------------- | ---------------- | ---------------- | ---------------- | ---------------- | ---------------- | ---------------- | ---------------- | ---------------- | ---------------- | ---------------- | ---------------- | ---------------- | ---------------- |
| Джерело:                                      |                  |                  |                  |                  |                  |                  |                  |                  |                  |                  |                  |                  |                  |